# Devil's Lake (Wisconsin)
Devil's Lake is een endoreïsch (gesloten drainage) meer in het zuidelijke deel van de Baraboo Range. Het ligt ongeveer drie kilometer ten zuiden van Baraboo in Sauk County. Het meer is een van de belangrijkste attracties van het Devil's Lake State Park. Het is ook een populaire bestemming voor verschillende vormen van recreatie, zoals vissen, wandelen en klimmen.
Devil's Lake was oorspronkelijk een kloof van de Wisconsin River voorafgaand aan de laatste ijstijd. Het punt dat nu het zuidelijke uiteinde van het meer is, draaide de rivier van zuidelijke richting naar oostelijke richting. Tijdens de ijstijd ging een kwab van de gletsjer richting het oosten van het Baraboo Hills en kwam in de vallei van de rivier. Het stortte materiaal en is vervolgens gesmolten, waardoor een eindmorene de rivier blokkeerde met vorming van een aarden dam. Een andere stuwwal werd afgezet aan het noordelijke uiteinde van het meer. De rivier vond uiteindelijk een nieuwe koers naar het oosten van de Baraboo Hills, waar de gletsjer was geweest, waardoor een deel van de rivier de kloof tussen de morenen vulde met water. Dit water is Devil's Lake.

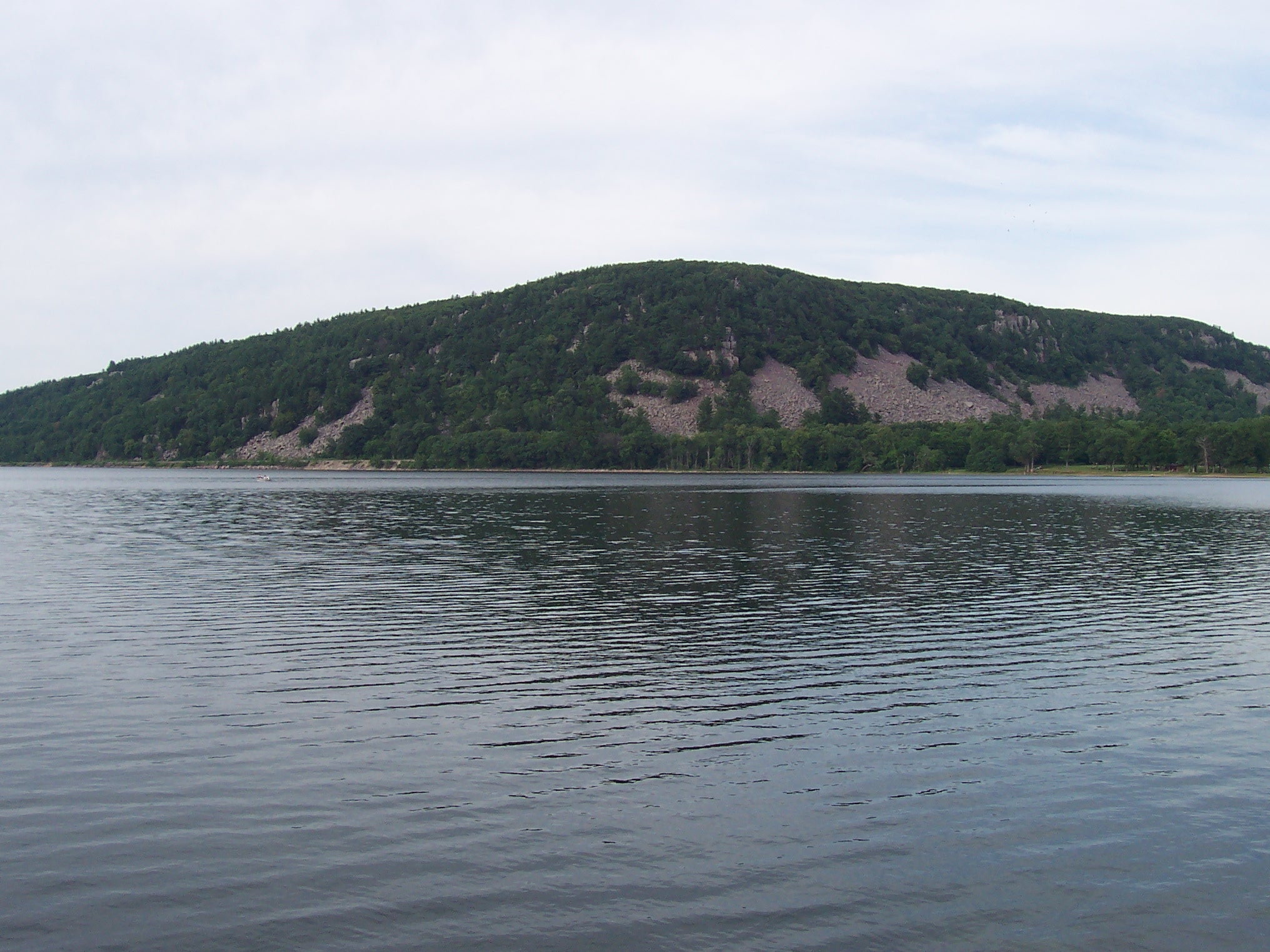
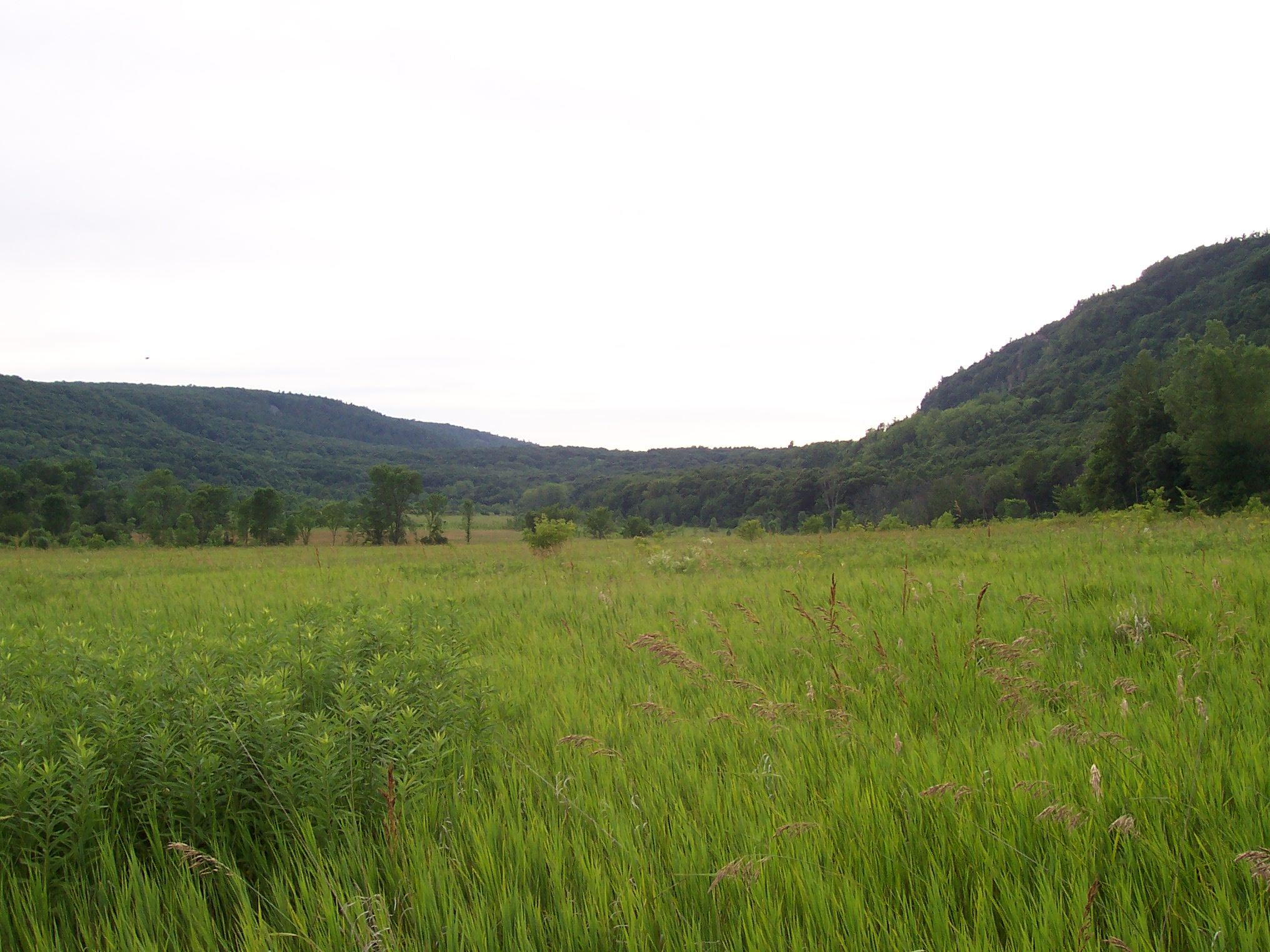
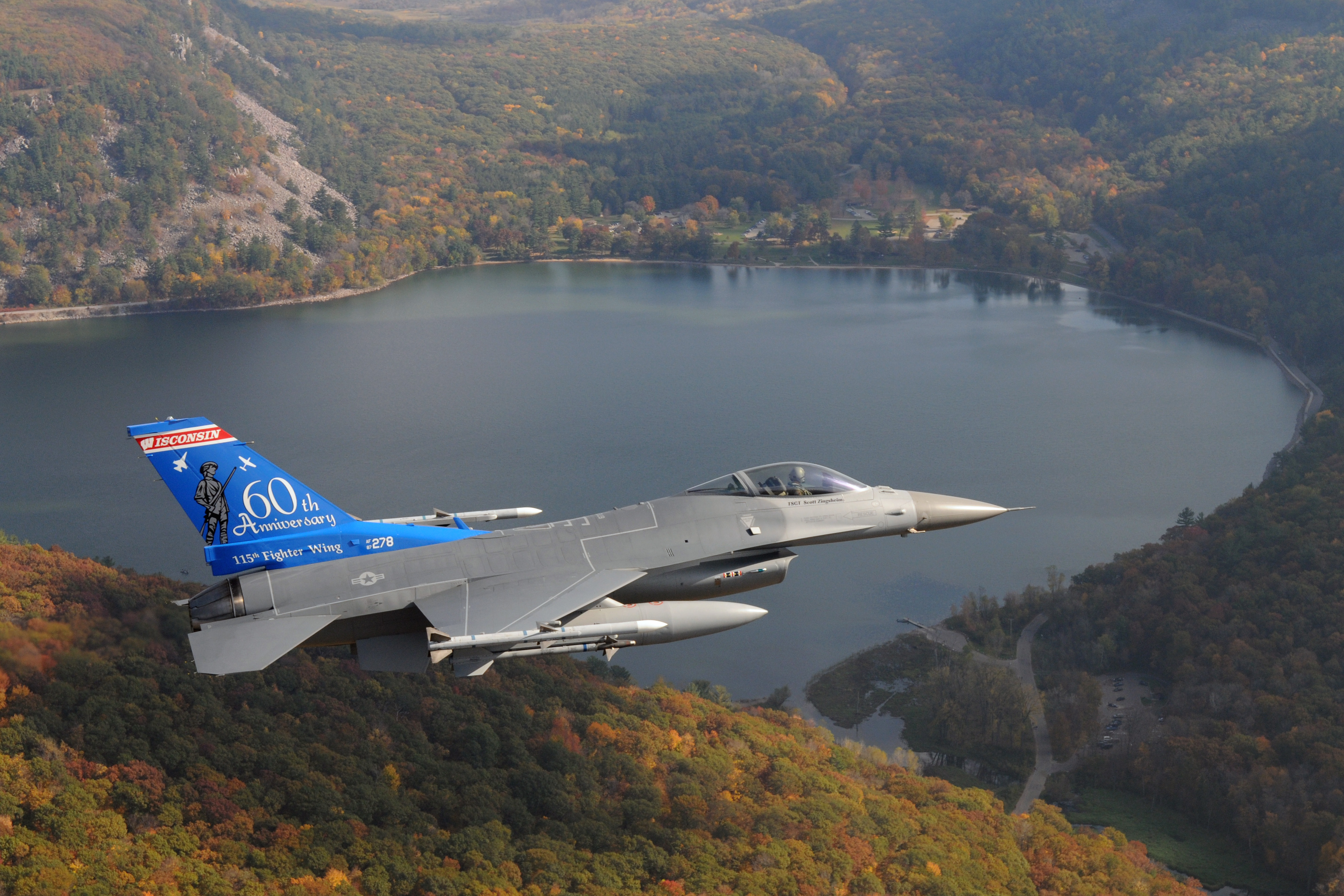
Een Wisconsin Air National Guard F-16 boven Devil's Lake